# Dan Šomron
Dan Šomron (hebrejsky דן שומרון‎; ‎5. srpna 1937, Ašdot Ja'akov – 26. února 2008) byl izraelský generál, který v letech 1987 až 1991 působil jako v pořadí 13. náčelník generálního štábu Izraelských obranných sil.

## Biografie
Narodil se v kibucu Ašdot Ja'akov ještě za dob britské mandátní Palestiny. Jako mladý parašutista bojoval roku 1956 během Sinajské války. Během šestidenní války v roce 1967 velel jednotce na egyptské frontě a byl prvním parašutistou, který se dostal k Suezskému průplavu. Za tuto akci obdržel medaili Za zásluhy.
V roce 1974 mu bylo svěřeno velení nad pěchotní a parašutistickou částí izraelské armády. V této funkci velel roku 1976 operaci Entebbe. Jako velitel jižního velitelství armády velel stažení izraelských základen a osad ze Sinajského poloostrova po uzavření mírové smlouvy s Egyptem. V roce 1983 vytvořil velitelství pozemních sil (velení pěchoty, tankistů, dělostřelectva a inženýrských sborů) a byl jeho prvním velitelem.
V roce 1987 se ve věku 50 let se stal 13. náčelníkem generálního štábu. Tuto funkci zastával až do roku 1991, kdy se stal předsedou zbrojovky Israeli Military Industries. V roce 1994 pomáhal založit politickou stranu Třetí cesta, která se stavěla proti opuštění Golanských výšin, které Izrael obsadil v šestidenní válce v roce 1967. V politice však dlouho nesetrval. Po druhé libanonské válce vedl interní armádní komisi, která měla prošetřit funkčnost generálního štábu během války.
Zemřel 26. února 2008 ve věku 70 let na následky komplikací po cévní mozkové příhodě, kterou utrpěl o tři týdny dříve. Měl ženu a dvě děti.